# Resolució 2233 del Consell de Seguretat de les Nacions Unides
La Resolució 2233 del Consell de Seguretat de les Nacions Unides fou adoptada per unanimitat el 29 de juliol de 2015. El Consell va ampliar la Missió d'Assistència de les Nacions Unides per a l'Iraq (UNAMI) durant un any més fins al 31 de juliol de 2016.

## Contingut
El Consell va observar que la situació a l'Iraq era molt dolenta a causa de la gran ofensiva que havien dut a terme els grups terroristes, amb Estat Islàmic al capdavant, i les violacions dels drets humans comeses. El país tenia tres milions de desplaçats interns. A més, Estat Islàmic destruïa deliberadament el patrimoni cultural de l'Iraq. Per oposar-se a això, el poble iraquià havia d'unir-se.
Els mandats de la UNAMI i del Representant Especial del Secretari General es van ampliar fins al 31 de juliol de 2016. La missió dona suport al govern iraquià, entre altres coses, en l'organització d'eleccions i coordinació d'assistència humanitària.